# Balmain
Pierre Balmain — французький дім високої моди, заснований модельєром  П'єром Бальма в Парижі у 1945 році . Починаючи з  1987 року, а під цим же лейблом (з 2001 року — як  Balmain ) швейцарським концерном  Swatch Group  випускаються  швейцарські наручний годинник.

## Годинниковий бренд
У 1987 році швейцарська компанія Swatch Group придбала ексклюзивні права на виробництво і дистрибуцію годинників під маркою Pierre Balmain, в 1995 році викупила всі права на торговельну назву годинників.
У 1998 році компанія Pierre Balmain розпочала перший серійний випуск мініатюрного жіночого годинника, а через рік також вперше почала випуск прямокутних титанових годинників. У 2000 році була випущена модель з дзеркалом з відполірованої сталі, захованим в корпусі годинника, а в 2001 році дизайнери марки представили на виставці в Базелі перший в світі годинник у формі котячого ока.
Починаючи з 2001 року назва бренду скоротили, і годинник стали випускатися під назвою Balmain.